# The Elder Scrolls IV: Oblivion
The Elder Scrolls IV: Oblivion, o The Elder Scrolls: IV és el quart episodi de la sèrie The Elder Scrolls, de Bethesda Softworks (els antics pergamins, textualment de l'anglès). És un videojoc de rol en el que assumim el paper d'un ex-convicte que ha de lluitar contra el mal per a salvar la província imperial, al món fictici de Nirn.
El nostre personatge és altament personalitzable, ja sigui exteriorment com interiorment. Tenim una gran configurabilitat de les habilitats del personatge, sempre equilibrades, de forma que l'estil de combat i de joc d'un personatge afectarà a la resolució del joc. A més, TES: IV ofereix un espai obert per a recórrer i explorar, amb missions secundàries, i que ens garanteix moltes hores de joc a banda de la història central.
El joc està disponible per a les videoconsoles Playstation 3 i Xbox 360 i per a ordinador (amb Windows). A més del joc original, existeix també una expansió oficial (The Elder Scrolls IV: Shivering Isles) i una quantitat de plug-ins oficials que expandeixen el joc. A més a més, de forma extra-oficial la plataforma PC té una quantitat quasi-infinita de modificacions creades per usuaris experts, que poden ésser descarregades gratuïtament a una multitud de pàgines web.

## Precedents
La sèrie The Elder Scrolls va començar el 1994 amb The Elder Scrolls: Arena. Aquell joc va suposar una marca important en la història dels videojocs de rol; Arena situava el jugador en la persona d'un enviat dels déus que havia de salvar l'imperi d'Uriel Septim, i destacava per la seva llibertat per a voltar per tot un territori, realitzant accions diverses en lloc de centrar-se només en la línia principal.
Més tard va aparèixer The Elder Scrolls II: Daggerfall; amb un estil semblant a Arena, però amb uns vívids escenaris 3D que eren una autèntica novetat per l'època. TES: II és de moment el més gran en extensió (La porció de terreny disponible és gran com Anglaterra), amb milers de galeries i masmorres per explorar i més de 700.000 personatges secundaris.
The Elder Scrolls III: Morrowind va seguir amb la línia de Daggerfall, però per molts és considerat el millor videojoc de rol de la història per la profunditat en la trama i per la nova dimensió de videojocs que va suposar (va estrenar la vista en tercera persona, mai vista en CRPG) Aquest joc va rebre dues expansions oficials (The Elder Scrolls III: Tribunal i The Elder Scrolls III: Blodmoon) i va ser el primer a admetre modificacions no oficials, allargant així la seva època d'esplendor fins a l'arribada de TES: IV. TES: III va rebre el títol de Game of the year el 2002.
The Elder Scrolls IV: Oblivion va arribar el 2006, rebent el mateix any el títol de "Game of the year" estrenant una nova generació de videojocs. Presentava un nivell de físics molt avançat per l'època, i uns gràfics que van suposar una novetat trencadora, i sumats amb la immensitat i la qualitat del paisatge disponible asseguren un aprofundiment en el joc per part del jugador.

## Localització històrica
Cal remarcar que tot i que l'estil vist en moltes ciutats de The Elder Scrolls pot semblar medieval, el conjunt de la saga és bastant anacrònic, ja que trobem per un cantó civilitzacions molt avançades i que dominen ginys mecànics de gran complexitat i per l'altra banda civilitzacions més aviat primitives. És impossible establir un paral·lelisme entre The Elder Scrolls i qualsevol època de la història real.
La història que es desenvolupa a TES: IV comença l'any 433 de la tercera era (3E 433) amb la mort de l'emperador Uriel Septim VII. Històricament ens trobem a l'era de màxima esplendor humana, que van arribar al continent de Tamriel des del continent septentrional d'Atnora l'any 143 de la primera era (1E 143) i progressivament, al llarg de molts segles, van dominar el continent i van extingir la civilització dels antics elfs, els Ayleid. Els humans van conquerir gran part de Tamriel, quedant segregades a les seves regions originàries les races dels elfs, els argonians, els khajiit i els orcs.
Al llarg de les eres va sorgir la religió humana, basada en vuit déus, al que més tard se li va incorporar el déu Talos (el nom de Talos ve de la mitologia grega. Talos fou un regal de Zeus per a Europa, i era un giny de bronze gegant amb forma humana. Això quadra amb la mitologia de The Elder Scrolls, segons la qual el déu Talos va conquerir el país dels Aldmeri amb l'ajut d'un robot de bronze gegant de fabricació dwemer (nans)).
L'inici del joc ens situa al crepuscle de la tercera era, 34 anys després de l'alliberament d'Uriel Septim de mans de Jagar Tharn (és a dir, 34 anys després del final de la primera entrega, The Elder Scrolls: Arena). Independentment de en quin moment acabem la història, el calendari segueix circulant, de forma que podríem avançar anys i anys.

## El món de "The Elder Scrolls"
La nostra història transcorre únicament a la regió de Cyrodiil (Un missatge ens impedeix continuar caminant si intentem creuar les fronteres), que és la província capital del continent de Tamriel. El món on ens trobem s'anomena Nirn i conté molts continents, tot i que la majoria amb prou feines han estat esmentats als altres jocs de la saga i se'n coneixen pocs detalls. Altres continents, a més de Tamriel, també estan poblats per humans, tot i que al llarg de la història del joc se'ns explica que aquests altres humans, normalment provinents d'Akaviri foren els protagonistes d'antigues invasions a Cyrodiil.

### Situació externa
Cyrodiil té frontera amb les regions de Hammerfell, al nord-oest, terra dels Guàrdies Rojos; amb Skyrim, al nord, terra dels nòrdics, i lloc per on va començar l'expansió dels humans a Tamriel la primera era; al nord-est amb Morrowind, terra dels elfs foscos (dunmer) i escenari de The Elder Scrolls III: Morrowind; al sud-est amb Argonia, terra dels argonians; i al sud, amb Valenwood i amb Elsweyr, nació dels elfs del bosc (bosmer) i dels khajiit, respectivament. Té costa per l'est (Mar Abeceà) i pel sud (Badia de Topal).

### Descripció interna
Cyrodiil presenta una topografia molt variada. Podem viatjar des de zones costaneres amb un toc mediterrani, a l'oest, fins a serralades de caràcter més alpí. El territori està banyat pel riu Niben, que és el més important de Tamriel. El clima és molt variat i evidentment canvia amb l'estació en la que ens trobem.

#### Hidrologia
El riu central de Cyrodiil i una important barrera geogràfica és el riu Niben, que es pot partir en quatre parts. Comença al llac Rumare, al punt central de Cyrodiil, rodeja la Ciutat Imperial i es nodreix d'un gran nombre de petits torrents. El gran riu segueix en direcció sud-est, en un tram recte que s'anomena "Alt Niben", que banya la part superior de la vall del Niben, coberta de boscos. Després ens trobem la Badia del Niben, que és un enorme estany que voreja la ciutat de Bravil i que es forma per la influència de molts afluents: el riu Larsius, que ve d'Elsweyr per l'oest, els rius Corbolo, Silverfish i Panther, que neixen a les serralades de Valus, i que alhora tenen desenes d'afluents menors. Després el riu Niben es dirigeix cap al sud entre una regió de maresmes i aiguamolls anomenada Blackwood, i desemboca a la Badia de Topal, trobant la ciutat de Leyawiin al bell mig de la desembocadura. La badia de Topal és un terreny de terres baixes, molt humit i amb un gran nombre d'aiguamolls que a vegades podria resultar perillós. És un petit preludi del que és el país veí Argonia.
Els altres rius de Cyrodiil desemboquen al Mar Abeceà, i són el riu Brena, que parteix la costa daurada entre Cyrodiil i Hammerfell, i el riu Strid, que fa de frontera entre Cyrodiil i Valenwood. Aquí la costa és més abrupta i el terreny genera un altiplà gairebé a primera línia de mar.
A més de rius, trobem molts llacs escampats per tot Cyrodiil, sobretot a les zones de muntanya, com les Muntanyes Jerall.

#### Topografia
La topografia de Cyrodiil és molt variada; El més destacable de la seva geografia són les serralades de Jerall i de Valus, al nord i nord-est del país, i que són visibles des d'una gran part del territori.
Començant d'esquerra a dreta, trobem la Costa Daurada. És un territori de climatologia mediterrània, amb poca vegetació. La Costa Daurada enllaça el Mar Abeceà amb la Reserva Imperial, un altiplà que s'estén des de la rodalia de la ciutat costanera d'Anvil fins als peus del Gran Bosc, conferint amb les Terres altes colovianes un territori que s'anomena Colovia. Les Terres altes colovianes són una serralada de poca aptitud però de vessants abruptes que separen la Reserva imperial i les terres centrals del país veí Hammerfell. Tot i tenir un aspecte molt despoblat, és possible recórrer a través d'estrets camins quasi tota la longitud d'aquesta serralada. Al centre d'aquesta serralada, a la falda del vessant, hi trobem la ciutat de Chorrol.
Més al nord i en direcció oest-est hi ha les muntanyes de Jerall. La serralada de Jerall fa frontera amb Skyrim i conté els pics més alts de Tamriel, que es trobarien a la banda de Skyrim. En ser un territori tan abrupte i de difícil accés, a més de presentar una climatologia molt freda, és una zona poc habitada, i hi ha valls de la serralada Jerall on ningú hi ha entrat en segles. Al vessant assolellat, a Cyrodiil, hi ha encastada la ciutat de Bruma, que domina tot l'altiplà del nord del país. El vessant més septentrional està enreixat per una "xarxa" de camins molt interconnectats i que permet creuar tota la distància que separen les serralades de Jerall i de Valus.
En direcció al sud, a la punta més oriental de Jerall comencen les muntanyes de Valus. Aquesta serralada, la més llarga de tot el país, és també una gran cadena de cims molt abruptes, més baixos que els de la cadena de Jerall, però igualment tancats. La serralada de Valus genera moltes més valls fluvials, i creuar-la de dalt a baix és molt lent a causa de les voltes que fan els pocs camins que hi ha i els nombrosos meandres dels rius. Al nord de la serralada hi ha la ciutat de Cheydinhal, que marca el començament del vessant muntanyós.
Al final de la serralada de Valus hi ha una vall que fa de transició amb les zones septentrionals. És la vall del Canulus, que conté el llac Canulus. És una zona extremadament remota, inhabitada, amb vessants de lleugera inclinació i rodejada per totes bandes de muntanyes. Des d'aquesta vall seria relativament fàcil arribar a la frontera entre Morrowind i Argonia, però els límits geogràfics del joc ens ho impedeixen. Al sud d'aquesta vall hi ha el riu Panther (Pantera en anglès) que marca l'acabament de la Badia del Niben i l'enllaça amb el Baix Niben. El terreny és en general molt pla i molt baix, gairebé al nivell del mar. Trobem poques elevacions.
Per acabar, al sud del llac Rumare hi ha una extensió de monticles d'elevació reduïda, que porten a la frontera amb Elsweyr.

#### Flora i fauna
A causa de les enormes variacions de clima, topografia i hidrologia, la fauna i flora de Cyrodiil és molt variant. Cal remarcar que segons s'evoluciona en el joc la fauna varia, i als nivells més primaris només trobarem criatures menors, però quan el nostre personatge estigui en un nivell més elevat tenim la possibilitat de trobar-nos amb criatures més grans, més fortes i més poderoses. Igualment, aquestes criatures seran diferents segons la regió de Cyrodiil en la que ens trobem.
Flora: la flora de Cyrodiil està basada en gran part en plantes reals; Podem trobar fagedes, moltes varietats de bolets, diversos tipus d'herba... Tot està condicionat pel clima i les característiques de la zona. Això pot ser important si un personatge està especialitzat en l'alquímia, ja que per recol·lectar determinats ingredients s'ha d'anar a un territori o a un altre.
Fauna: els animals de Cyrodiil es divideixen en categories.
1. Criatures: són animals que habiten les zones salvatges, com el bosc o la muntanya. Gran part d'ells són animals reals, com els llops, cérvols... I altres basats en la mitologia, com ogres, minotaures...
2. Daèdrics: són éssers que habiten el reialme d'Oblivion. Normalment no es veuen enlloc més, però hi ha excepcions, com a algunes masmorres infestades de bèsties daèdriques.
3. Gòblins: són uns animals d'una espècie primitiva, amb organització tribal, que habiten un gran nombre de masmorres i coves. És poc freqüent veure'ls a l'aire lliure, però a vegades patrullen a l'exterior de les seves cavernes.
4. No-morts: són criatures d'ultratomba. La majoria de cops són esperits de persones caigudes que continuen a Nirn. Poden anar des d'esquelets vivents fins a zombis o espectres.

Tots aquests éssers esmentats es presenten en diferents nivells segons el nostre nivell. És possible que si estem a nivell 1 ens ataqui un llop, però si estem al nivell 20, ens pot atacar un os o un cabdill de la tribu gòblin.

#### Població
A Cyrodiil hi ha una majoria de població humana, tot i que a les ciutats frontereres hi ha població originària dels països veïns. Així, a Leyawiin, ciutat recentment assimilada per la província imperial, hi ha un gran nombre de khajiit i d'argonians, que sovint estan enemistats.
Els habitants de Cyrodiil es classifiquen en colovians i nibenians. Els habitants dels comtats d'Anvil, Kvatch, Skingrad, i Chorrol són colovians, i els habitants de Bruma, Cheydinhal, la Ciutat Imperial, Bravil i Lewayiin són els nibenians. Cada zona té influències culturals diferents, ja sigui per la població nativa o veïna. Es pot comprovar que Anvil i Skingrad tenen estils arquitectònics completament diferents, tot i formar part de la mateixa regió.
A més de les ciutats, també es poden trobar tota mena d'assentaments, des de pobles com Hackdirt fins a granges aïllades; només als llocs més habitats trobem serveis com comerços, sales dels gremis o capelles. Només les ciutats estan emmurallades; a cada ciutat hi ha, a dins o fora dels murs principals, el castell, seu del comtat i llar de la noblesa i de la cort.

#### Comunicacions
Les comunicacions i relacions entre ciutats es realitzen per les carreteres imperials. Quasi totes parteixen de l'anell viari, que envolta el llac Rumare i que comunica la xarxa de carreteres a la Ciutat Imperial per un únic pont. D'aquest anell surten, en sentit horari, la carretera platejada, cap a Bruma i Skyrim; la carretera blava, cap a Cheydinhal i Morrowind; la carretera groga, que enllaça directament l'anell amb Leyawiin per la riba oest del Niben; la carretera verda, que voreja el Niben per l'est i comunica amb Bravil i al final Lewayiin, unint-se amb la carretera groga; la carretera daurada, que mena fins a la costa daurada i acaba a la ciutat portuària d'Anvil, connectant Kvatch i Skingrad; i finalment la carretera negra, que mena a través del Gran Bosc fins a les Terres altes colovianes i Hammerfell, connectant-hi Chorrol. També hi ha una carretera que uneix la carretera negra amb la carretera platejada, la carretera taronja, que voreja la serralada de Jerall passant per l'extrem nord del Gran Bosc.
A més de les carreteres, hi ha infinitat de petits camins que quasi sempre connecten carreteres, tot i que a vegades alguns d'aquests camins menen a antigues masmorres. És mencionable que a vegades aquests camins són més eficaços que les carreteres principals, però poden ésser més perillosos i l'entramat de vies no senyalitzades i el fet que no estan marcats a cap mapa fan propici el perdre's o acabar donant voltes; és per això que normalment qui vol usar aquests camins requereix un temps d'exploració per aprendre'n les direccions i encreuaments, i on ens porta cada un d'ells.

## Argument
The Elder Scrolls IV: Oblivion ens ofereix el control absolut d'una persona i ens planteja la resolució d'una trama. Som lliures de resoldre-la o no, i d'aturar-ne el desenvolupament en qualsevol moment. Amb tot, alguns esdeveniments de la trama provocaran canvis irreversibles a Cyrodiil i que no es podran esborrar, i en algunes seccions haurem de completar forçosament algunes parts de la història per a tornar al món humà.

### Línia central
(Alerta: aquesta secció parla sobre l'argument del videojoc. Si espereu descobrir vosaltres mateixos la història a través del joc, us recomanem que no llegiu aquesta secció i salteu a la següent)
La història ens situa inicialment en una masmorra de la presó imperial, a la Ciutat Imperial. Tot i que en cap moment se'ns diu per què estem engarjolats, altres presidiaris ens diuen que el nostre destí allí serà la mort. Després de configurar l'aspecte físic del nostre personatge (vegeu: personalització dels personatges) una comitiva imperial arriba a la presó i entra a la nostra cel·la. Descobrim que, per error, se'ns ha destinat a una cel·la que és alhora una sortida secreta de la presó imperial, i que qui l'ha d'usar és el mateix emperador Uriel Septim VII. Aquest ens explica que ha tingut una visió i que el nostre personatge és l'elegit dels déus per a salvar l'imperi. La comitiva, acompanyada per guàrdies d'elit, s'endinsa en les galeries de la sortida secreta. Una nova emboscada acaba amb la vida de l'emperador, que abans de morir ens dona el seu amulet, l'Amulet de reis, i ens encomana la missió de portar l'amulet a Jauffre. Amb això comença l'aventura per a salvar l'Imperi del déu Daedra de la mort i la destrucció, Mehrunes Dagon.
Un cop entregat l'amulet, se'ns explica que l'emperador Uriel va mantenir en secret l'existència d'un hereu; som enviats a trobar aquest hereu, però descobrim que l'enemic també l'ha localitzat i abans de salvar-lo hem d'alliberar la ciutat de Kvatch del setge daèdric. Descobrim per primer cop el món d'Oblivion, la dimensió de l'infern, que al llarg del joc anirem coneixent.
Quan portem l'hereu Martin amb Jauffre l'enemic roba l'Amulet de Reis i el porta a una altra dimensió. Per tal de recuperar-lo se'ns encomana la missió de trobar uns objectes màgics amb els quals es podrà crear un portal per travessar aquesta dimensió i recuperar l'Amulet. Se'ns demana de recuperar la sang d'un Senyor Daedra, la sang d'un Déu, una pedra welkind gegant i una pedra màgica gegant.
Des d'aquest moment, per tot el territori comencen a aparèixer portals a Oblivion, que podem anar tancant manualment un a un; almenys apareixen quaranta portals arreu de Cyrodiil.
Al final de la història, i amb l'Amulet de reis de bell nou, hem d'escortar Martin amb l'Amulet al temple de l'Únic a la Ciutat Imperial, on podrà ésser coronat emperador. Un cop allà, l'enemic llança el seu últim atac devastador, al mig de la Ciutat Imperial, i on es persona el mateix Mehrunes Dagon en forma de gegant. Martin utilitza l'amulet per a sublimar-se en l'esperit del drac, símbol del seu llinatge, i en forma de drac gegant mata Dagon. Per acabar, el drac es petrifica sobre les ruïnes del temple. L'emperador ha eliminat el mal d'una vegada per totes i el país torna a estar en equilibri.
Un cop superat el joc sóm nomenats "Campió/campiona" de Cyrodiil, i rebem una armadura especial. L'Imperi torna a no tenir emperador i la història principal acaba, però seguim sent lliures de continuar jugant, explorant i completant missions secundàries.

### Missions alternatives
Des del moment en què escapem de la presó, el joc ens ofereix desenes de missions secundàries, no obligatòries i la majoria de cops no relacionades entre elles. Aquestes missions secundàries s'activen a través de les conversacions que tenim amb els paisans de cada vila o amb persones que hi estiguin directament relacionades. També és possible que si obtenim un gran renom a través de les nostres accions algú ens busqui expressament per tal de resoldre un problema.
Moltes missions secundàries no estan disponibles des del començament, ja sigui perquè no som prou poderosos o prou experimentats o perquè no estem en l'àmbit d'aquesta missió. Ens podem afiliar a un dels diversos gremis que hi ha i participar en missions per aquests gremis, i així participarem en les missions pel gremi de lluitadors, del gremi de mags, el de lladres... Aquestes missions sí que estan relacionades entre elles, ja que per a completar les missions importants haurem d'haver acabat les anteriors. Totes les missions relacionades amb els gremis ens porten a acabar essent el líder del gremi.
En total hi ha 200 missions, entre les principals i les secundàries.

## Personatges
Tots els personatges tenen un nivell específic i uns atributs i habilitats. Els atributs determinen algunes coses bàsiques del personatge, com la velocitat a la que es pot moure, la força que té, el seu nivell de salut o de màgia total... Aquests atributs estan íntimament relacionats amb les habilitats, que són els nivells amb què un personatge pot fer una acció o una altra. Per exemple, un personatge amb un atribut de força elevat té més bonificació a l'hora de practicar l'habilitat d'esgrima. La raça d'un personatge és molt important per tal de concretar a què es dedicarà. Un imperial serà més bon comerciant que un orc.
Els personatges de Cyrodiil són els que interaccionen amb nosaltres i ens fan avançar a través del joc. Depenent del nostre nivell i de la fama que tinguem, alguns personatges seran més amables o no amb nosaltres. Ens serà fàcil establir relacions entre delinqüents si tenim un nivell de fama molt baix, i podem mantenir bona relació amb els guàrdies si no cometem delictes i tenim bona fama. Els personatges importants estan agrupats en faccions, i en general la nostra posició envers una facció afecta a les relacions envers les persones pertanyents a aquella facció. Per exemple, si pertanyem a la facció del gremi de lluitadors caurem malament a les persones d'altres companyies competidores.

### Races
La raça d'un personatge és una cosa que sempre es pot veure a simple vista. Afecta tant les característiques externes (color de pell, alçada, fesomia) com als atributs com la força o la intel·ligència.
Hi ha un total de 12 races al joc, però nosaltres només en podem seleccionar 10 a l'hora de triar el nostre personatge. Les races disponibles són aquestes:
1. Altmer (Alts elfs): Són originaris de l'Illa de Summerset i tenen un domini innat de la màgia. De totes les races són els que tenen més poder màgic. Són alts d'estatura i d'orelles punxegudes.
2. Argonians: Originaris d'Argonia, són silenciosos i estan altament adaptats a l'entorn. Poden respirar sota l'aigua i tenen immunitat al verí i a les infeccions. Són un híbrid entre humà i rèptil. Tenen el cos cobert d'escates i tenen una llarga cua que recorda a la d'un cocodril.
3. Bosmer (Elfs del bosc): Són originaris de Valenwood. Baixos i àgils, són unes criatures fugisseres i adaptades als entorns naturals. Els millors arquers de Tamriel i també tenen la capacitat de parlar amb els animals del bosc.
4. Bretons: Habitants de High Rock. Són humans amb una gran resistència màgica, i molt sovint també tenen una naturalesa màgica innata. Solen ser bons mags.
5. Dunmer (Elfs foscos): Originaris de les regions més orientals, en particular Morrowind. Conjuren una hàbil combinació de destresa física i màgia molt adequada pel combat. Són molt resistents al foc. Com el seu nom indica, són de pell i cabells foscos la majoria de cops.
6. Imperials: Humans natius de la província imperial, Cyrodiil, tot i que la seva naturalesa comunicativa i ambaixadora els ha repartit per tot l'Imperi. No són excel·lents lluitadors però sí hàbils diplomàtics i comerciants.
7. Khajiiti: Els khajiit són en realitat diverses espècies, que van des d'individus més animals i pràcticament sense intel·ligència humana fins als més "civilitzats". A TES IV només podem veure els més avançats, que són pràcticament com persones felines. Tenen un cap que recorda a un lleó i una cua de lleó, i el cos recobert de pèl felí. Són àgils per naturalesa i són molt silenciosos. Tenen una destresa en el robatori coneguda a tot Tamriel.
8. Nòrdics: Humans vinguts de Skyrim. Són molt alts i molt robustos, i tenen una força física espectacular, fent-los grans guerrers amb armes de gran envergadura. Estan adequats al clima glacial de la seva província, i tenen una resistència al fred i als danys de glaç màgic d'un 50%.
9. Orcs: Elfs corromputs, són de pell verdosa i de complexió gran. Provenen de les muntanyes Wroathgarian de High Rock, on van fundar la seva nació d'Orsinium, i per la seva incomparable força física i habilitat natural en la guerra són excel·lents guerrers, armers i soldats. L'elit de la Legió està formada per orcs.
10. Guàrdies rojos: Són humans de pell fosca i complexió forta. Més que per la força física, destaquen pel seu equilibri entre la força i l'agilitat, i sovint tenen una habilitat natural en el maneig de tota classe d'armes i d'estratègies de combat. Són excel·lents guerrers.

A més d'aquestes deu races, que són les que podem triar per al nostre personatge, hi ha dos races més: els dremora, que són els habitants humanoides dels plans d'Oblivion, i la raça vampir, que només apareix a l'editor del joc i que no és usada en cap moment al joc (els vampirs del joc segueixen tenint una raça normal).

### Atributs i habilitats
Cada personatge té uns atributs i habilitats. Depenent de la raça d'hom, la distribució dels atributs varia. Un orc té més força que un altmer, però aquest té més intel·ligència i més força de voluntat. Els atributs estan lligats a les habilitats. L'orc, que té més força, és més hàbil en el maneig d'armes d'embat, com maces i destrals, però l'elf té més capacitat màgica i més poder destructiu.
Els atributs i les habilitats que afecten són:
1. Força: determina el total de pes que podem transportar; es considera un atribut de guerra i afecta les habilitats de lluita amb armes d'embat, d'esgrima i de pugilat.
2. Intel·ligència: afecta el nivell total de màgia; és un atribut màgic i governa les habilitats de conjuració, misticisme i alquímia.
3. Voluntat: també afecta la màgia, la seva velocitat de regeneració i les habilitats d'alteració, destrucció i restauració.
4. Agilitat: és considerat un atribut de sigil, tot i que és molt útil en combat. Domina el tir amb arc, la seguretat i el sigil.
5. Velocitat: afecta directament la velocitat de desplaçament del personatge, a més de l'acrobàcia, l'atletisme i l'armadura lleugera.
6. Resistència: afecta el total de salut i les habilitats de combat de parapet amb escut, armer i armadura pesant.
7. Personalitat: interfereix en la comunicació envers els personatges. Domina l'eloqüència, l'habilitat mercantil i l'il·lusionisme.
8. Sort: no està lligada a cap habilitat, però un nivell més alt de sort ens bonificarà a l'hora de resoldre situacions basades en la probabilitat.

### Faccions
Les faccions són els bàndols en què podem participar. Algunes faccions estan enfrontades, i altres són aliades. Això no obstant, hi ha faccions on no podem participar, com la Legió Imperial.
Automàticament formarem part d'una facció quan comencem a fer missions per a ella. A vegades serem recompensats amb l'adhesió a una facció de resultes d'una missió completada.
Els avantatges de formar part d'una facció és que la disponibilitat dels personatges d'aquella facció és molt més gran i les nostres relacions amb tots ells milloren. També podrem utilitzar els serveis i espais d'aquella facció, a més que moltes vegades ens podem estalviar diners comprant equipament, ja que l'equipament de les faccions a les quals estem adherits ens és disponible.

### El nostre personatge
El primer que farem al començar una partida és preparar el nostre personatge. Apareixerem a la presó i se'ns oferirà un primer pla d'un personatge. Un menú ens deixarà anar triant físicament com el volem. Podrem escollir la raça, el sexe, el color d'ulls (algunes races només tenen un color d'ulls específic, com els argonians o els dunmer), el to de pell, la forma de la cara i alguns tocs de color com "maquillatge" o "pèl facial".
Un cop triat exteriorment el personatge, i havent-li triat un nom, comença a desenvolupar-se la primera missió. Al llarg de l'escapada per les galeries secretes ens deixaran triar el nostre signe de naixement, que aporta una bonificació en els atributs, i la classe del personatge, que afectarà a la distribució d'habilitats. Quan estiguem a punt de sortir de la presó se'ns oferirà fer una revisió del conjunt del personatge, però un cop sortim de la presó serà impossible modificar res del que hàgem escollit sense accedir a la consola de trucs (només per a PC).